# Metamórfosi (kommunhuvudort)
Metamórfosi (Koukouvaounes, Metamorfosi) är en kommunhuvudort i Grekland.   Den ligger i prefekturen Nomarchía Athínas och regionen Attika, i den sydöstra delen av landet, 10 km norr om huvudstaden Aten. Metamórfosi ligger 175 meter över havet och antalet invånare är 29 891.
Terrängen runt Metamórfosi är kuperad åt nordost, men åt sydväst är den platt.Runt Metamórfosi är det mycket tätbefolkat, med 2 521 invånare per kvadratkilometer. Närmaste större samhälle är Aten, 10,4 km söder om Metamórfosi. Runt Metamórfosi är det i huvudsak tätbebyggt.